# 이기혁 (교수)
이기혁은 한국과학기술원 전산학과의 교수이다.
그는 대구 출신으로 한국과학기술원 물리학과에서 학사 및 석사 학위를 취득하였다. 그는 한국과학기술원에서 연구원 신분으로 특례의무기간을 보낸 후 미국 펜실베이니아 대학교 전기전자공학과에서 박사학위를 취득하였다. 이후 귀국하여 경북 대학교에서 조교수로 재직하다가 당시 정보통신대학교(ICU)로 옮겼다. 카이스트와 ICU가 2009년 병합되면서 카이스트-ICC(한국과학기술원 정보통신대학)으로 명의가 변경되었다.

## 경력
- 2019 ~ 현재: 교수, 한국과학기술원 전산학부 (KAIST)
- 2007 ~ 2019: 부교수, 한국과학기술원 전산학부 (KAIST)
- 2002 ~ 2007: 조교수, 한국정보통신대학교(ICU)
- 2001 ~ 2002: 조교수, NGIT, 경북대학교
- 1995 ~ 2000: 전기전자공학 Ph.D. 펜실베이니아 대학교
- 1992 ~ 1995: 한국과학기술원 연구원
- 1990 ~ 1992: M.S. 한국과학기술원
- 1986 ~ 1990: B.S. 한국과학기술원